# Questia Online Library
Questia Online Library – biblioteka cyfrowa, założona w 1998; według własnych danych z 2017 roku, posiadała 83 tys. książek i ponad 10 mln artykułów z prasy naukowej i codziennej. Główny jej profil to nauki humanistyczne i społeczne, jak historia, filozofia, socjologia, psychologia, politologia itp.
Questia rozpoczęła udostępnianie swojego księgozbioru, liczącego podówczas 35 tys. tomów, w 2001 roku. Jej założyciel, Troy Williams, planował udostępnianie 250 tys. tomów w 2003. Zaletami Questii była prostota obsługi, całodobowa i całotygodniowa dostępność, oraz możliwość pełnotekstowego przeszukiwania całego zasobu biblioteki. Najpoważniejszą wadą był dość przypadkowy dobór książek, często stosunkowo starych (np. z lat 1970.), ale niekoniecznie będących pozycjami klasycznymi i najważniejszymi w swoich dziedzinach.
W 2010 zakupiona przez Cengage Learning. Dostęp do zasobów biblioteki był płatny, w abonamencie miesięcznym lub rocznym. Zakończyła działalność 21 grudnia 2020 roku.